# Język manem
Język manem, także: yeti (a. jeti), skofro, wembi – język papuaski używany na pograniczu indonezyjskiej Papui i Papui-Nowej Gwinei (prowincja Sandaun). Należy do rodziny języków granicznych.
Według danych Ethnologue posługuje się nim 400 osób w Indonezji (1978) oraz 500 w Papui-Nowej Gwinei (1993). Jego użytkownicy zamieszkują m.in. wsie Wembi, Kibay (Kiba) i Yeti po indonezyjskiej stronie granicy. W użyciu są także języki tok pisin i indonezyjski.